# Camp Verde-reservatet
Camp Verde-reservatet er et indianerreservat med hovedsæde i byen Camp Verde, Arizona, USA.
Det findes 154 km nord for Phoenix i Yavapai County mellem Prescott og nationalskoven Prescott & Coconino National Forest. Reservatet omfatter stammerne Yavapai og Tonto Apache, og det er kendt for kurvevævning.